# HD164208
HD164208 — хімічно пекулярна зоря спектрального класу
A1 й має видиму зоряну величину в смузі V приблизно  9,8.

## Пекулярний хімічний склад
Зоряна атмосфера HD164208 має підвищений вміст 
Eu
.